# Monti Tiburtini
I Monti Tiburtini sono dei rilievi montuosi di modesta altitudine, appartenenti al subappennino laziale, situati nel Lazio, in provincia di Roma, ad est della capitale. 

## Descrizione
Prendono il nome da Tivoli, l'antica Tibur, addentrandosi poi nell'Appennino centrale. 
Sviluppati per circa 12 km in direzione da sud-ovest a nord-est sul territorio dei comuni di Tivoli, Castel Madama, Vicovaro e Sambuci, sono delimitati a nord dall'Aniene che li separa dai Monti Lucretili, a sud dai monti Prenestini da cui sono separati dal fosso d'Empiglione, a est dai monti Ruffi da cui sono separati dalla valle del fiume Giovenzano (o Fiumicino), affluente dell'Aniene.

### Rilievi principali
Le cime più alte sono:
- Colle Cerrito Piano, 795 m
- Monte Arcese;
- Monte Sant'Angelo,
- Monte Sterparo (o Colle Sterparo), 566 m;
- Colle Lecinone, 612 m
- Monte Catillo.

### Clima
In inverno e in autunno i venti di tramontana possono essere molto violenti e far crollare le temperature anche ad alcuni gradi sotto lo zero.